# Монгайар-де-Сали
Монгайя́р-де-Сали́ (фр. Montgaillard-de-Salies, окс. Montgalhard de Saliás) — коммуна во Франции, находится в регионе Окситания. Департамент — Верхняя Гаронна. Входит в состав кантона Сали-дю-Салат. Округ коммуны — Сен-Годенс.
Код INSEE коммуны — 31376.

## География

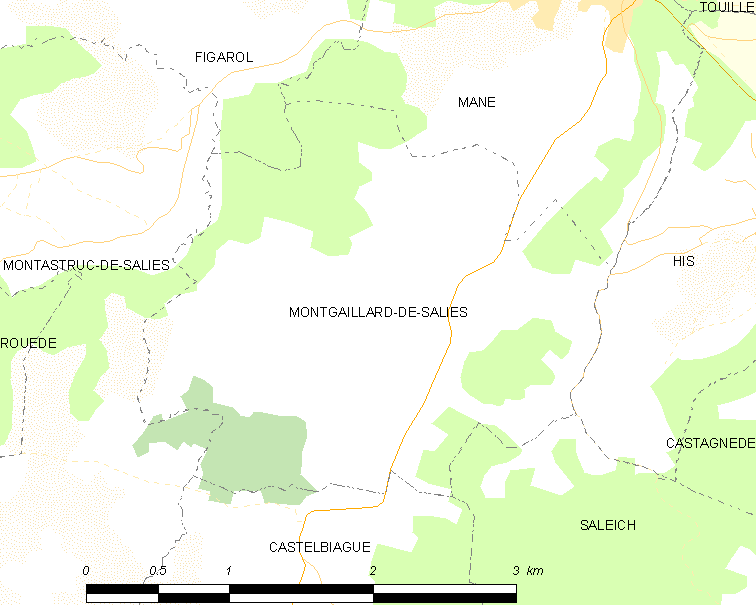
Карта коммуны

Коммуна расположена приблизительно в 660 км к югу от Парижа, в 75 км к юго-западу от Тулузы.
По территории коммуны протекает река Арба.

## Климат
Климат умеренно-океанический. Зима мягкая и снежная, весна характеризуется сильными дождями и грозами, лето сухое и жаркое, осень солнечная. Преобладают сильные юго-восточные и северо-западные ветры.

## Население
Население коммуны на 2010 год составляло 97 человек.
| 1962 | 1968 | 1975 | 1982 | 1990 | 1999 | 2010 |
| ---- | ---- | ---- | ---- | ---- | ---- | ---- |
| 183  | 162  | 135  | 134  | 118  | 105  | 97   |

## Администрация
| Период | Период | Фамилия       | Партия | Примечания |
| ------ | ------ | ------------- | ------ | ---------- |
| 2001   | 2008   | Дени Сантенак |        |            |
| 2008   | 2020   | Сильви Дюшен  |        |            |

## Экономика
В 2010 году среди 59 человек трудоспособного возраста (15—64 лет) 44 были экономически активными, 15 — неактивными (показатель активности — 74,6 %, в 1999 году было 72,1 %). Из 44 активных жителей работали 38 человек (20 мужчин и 18 женщин), безработных было 6 (3 мужчин и 3 женщины). Среди 15 неактивных 3 человека были учениками или студентами, 7 — пенсионерами, 5 были неактивными по другим причинам.

## Достопримечательности
- Церковь Св. Архангела Михаила
- Руины замка XIII века
- Ферма XVIII века